# Xã Six Mile, Quận Logan, Arkansas
Xã Six Mile (tiếng Anh: Six Mile Township) là một xã thuộc quận Logan, tiểu bang Arkansas, Hoa Kỳ. Năm 2010, dân số của xã này là 1.042 người.